# Washington Brandão
Washington Brandão dos Santos, meglio noto come Washington Brandão (Brasilia, 18 agosto 1990), è un calciatore brasiliano, attaccante dell'HAGL.

## Carriera
Washington Brandão ha mosso i primi passi nelle squadre minori brasiliane fino al 2014, quando è approdato in Danimarca, all'HB Køge, militante in seconda divisione. Nel gennaio del 2016 è passato al Vendsyssel, sempre in seconda divisione. Un anno dopo è tornato in Brasile, in prestito al Passo Fundo. Rientrato in Danimarca, ha contribuito alla promozione del Vendsyssel in massima serie nel 2018, dopo aver vinto lo spareggio promozione-retrocessione contro il Lyngby. Dopo aver totalizzato 73 presenze e 12 reti in quattro stagioni tra campionato e coppa nazionale con la squadra danese, nel 2019 si è trasferito dapprima in Indonesia, al Persela Lamongan, dove però non è stato impiegato, e poi in Malaysia, al PJ City. Nel 2021 ha firmato con i vietnamiti dell'HAGL, con cui ha anche esordito in AFC Champions League l'anno successivo.

## Statistiche

### Presenze e reti nei club
Statistiche aggiornate al 23 aprile 2022.
| Stagione          | Squadra           | Campionato        | Campionato | Campionato | Coppe nazionali | Coppe nazionali | Coppe nazionali | Coppe continentali | Coppe continentali | Coppe continentali | Altre coppe | Altre coppe | Altre coppe | Totale | Totale |
| Stagione          | Squadra           | Comp              | Pres       | Reti       | Comp            | Pres            | Reti            | Comp               | Pres               | Reti               | Comp        | Pres        | Reti        | Pres   | Reti   |
| ----------------- | ----------------- | ----------------- | ---------- | ---------- | --------------- | --------------- | --------------- | ------------------ | ------------------ | ------------------ | ----------- | ----------- | ----------- | ------ | ------ |
| 2012              | Araguaína         | D                 | 6          | 2          |                 | -               | -               |                    | -                  | -                  |             | -           | -           | 6      | 2      |
| 2014              | Esportivo         | PD/RS             | 10         | 4          |                 | -               | -               |                    | -                  | -                  |             | -           | -           | 10     | 4      |
| 2014-2015         | HB Køge           | 1D                | 27         | 7          | CD              | 3               | 2               |                    | -                  | -                  |             | -           | -           | 30     | 9      |
| 2015-gen. 2016    | HB Køge           | 1D                | 17         | 3          | CD              | 3               | 1               |                    | -                  | -                  |             | -           | -           | 20     | 4      |
| Totale HB Køge    | Totale HB Køge    | Totale HB Køge    | 44         | 10         |                 | 6               | 3               |                    | -                  | -                  |             | -           | -           | 50     | 13     |
| gen.-giu. 2016    | Vendsyssel        | 1D                | 11         | 2          | CD              | -               | -               |                    | -                  | -                  |             | -           | -           | 11     | 2      |
| 2016-gen. 2017    | Vendsyssel        | 1D                | 16         | 1          | CD              | 3               | 4               |                    | -                  | -                  |             | -           | -           | 19     | 5      |
| 2017              | Passo Fundo       | PD/RS             | 10         | 1          |                 | -               | -               |                    | -                  | -                  |             | -           | -           | 10     | 1      |
| 2017-2018         | Vendsyssel        | 1D                | 20+2       | 0          | CD              | 2               | 2               |                    | -                  | -                  |             | -           | -           | 24     | 2      |
| 2018-feb. 2019    | Vendsyssel        | SL                | 16         | 1          | CD              | 3               | 2               |                    | -                  | -                  |             | -           | -           | 19     | 3      |
| Totale Vendsyssel | Totale Vendsyssel | Totale Vendsyssel | 65         | 4          |                 | 8               | 8               |                    | -                  | -                  |             | -           | -           | 73     | 12     |
| 2019              | PJ City           | LS                | 11         | 4          |                 | -               | -               |                    | -                  | -                  |             | -           | -           | 11     | 4      |
| 2020              | PJ City           | LS                | 11         | 4          |                 | -               | -               |                    | -                  | -                  |             | -           | -           | 11     | 4      |
| Totale PJ City    | Totale PJ City    | Totale PJ City    | 22         | 8          |                 | -               | -               |                    | -                  | -                  |             | -           | -           | 22     | 8      |
| 2021              | HAGL              | V1                | 12         | 3          |                 | -               | -               |                    | -                  | -                  |             | -           | -           | 12     | 3      |
| 2022              | HAGL              | V1                | 4          | 0          | CV              | ?               | ?               | ACL                | 3                  | 0                  |             | -           | -           | 7      | 0      |
| Totale HAGL       | Totale HAGL       | Totale HAGL       | 16         | 3          |                 | ?               | ?               |                    | 3                  | 0                  |             | -           | -           | 19     | 3      |
| Totale carriera   | Totale carriera   | Totale carriera   | 171        | 31         |                 | 14              | 11              |                    | 3                  | 0                  |             | -           | -           | 188    | 42     |

## Palmarès

### Club

#### Competizioni statali
- Campeonato Tocantinense Segunda Divisão: 1

Araguaína: 2012

### Individuale
- Capocannoniere della Coppa del Bangladesh: 1

2023-2024 (5 reti)